# Popești (Bihor)
Popești é uma comuna romena localizada no distrito de Bihor, na região histórica da Crișana (parte da Transilvânia). A comuna possui uma área de 108.76 km² e sua população era de 8224 habitantes segundo o censo de 2007.